# Рябов, Михаил Тимофеевич

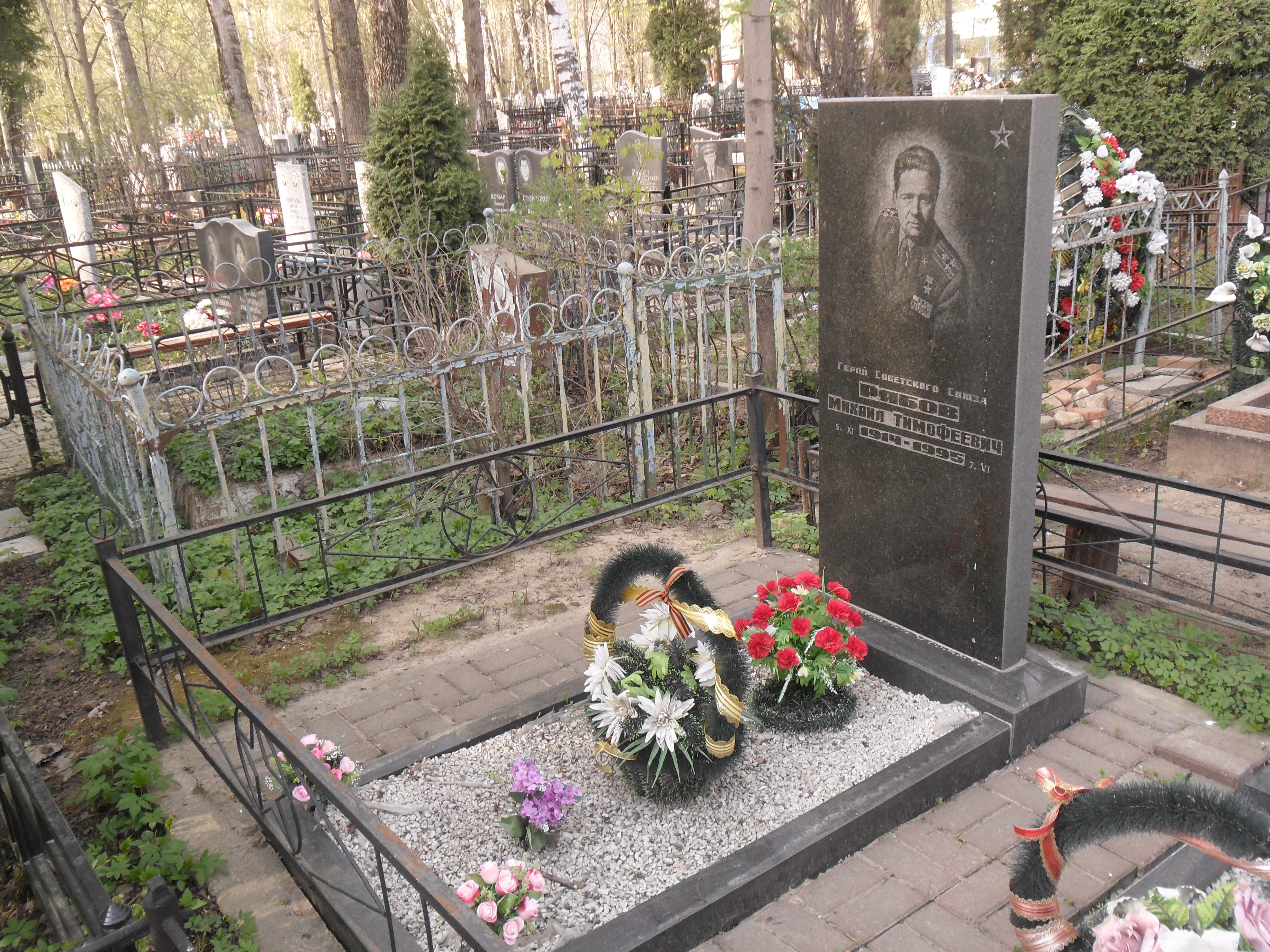
Могила Рябова на Братском кладбище Смоленска

Михаил Тимофеевич Ря́бов (1914—1995) — полковник Советской Армии, участник Великой Отечественной войны, Герой Советского Союза (1942).

## Биография
Родился 5 ноября 1914 года в деревне Рябово (ныне — Медвежьегорский район Республики Карелия) в рабочей семье. Рано остался без отца, воспитывался матерью.
В 1931 году окончил железнодорожную семилетнюю школу в Петрозаводске и поступил в железнодорожный техникум в городе Лодейное Поле. Окончив его с отличием, работал паровозным машинистом в депо станции Лихоборы Московско-Окружной железной дороги.
В 1937 году был призван на службу в Рабоче-крестьянскую Красную Армию и направлен на учёбу в школу лётчиков и лётчиков-наблюдателей. С 1938 года лейтенант проходил службу в частях дальнебомбардировочной авиации Ленинградского военного округа. В 1940 году вступил в ВКП(б). Незадолго до начала Великой Отечественной войны был назначен штурманом корабля авиационного полка дальнего действия.
С июня 1941 года — на фронтах Великой Отечественной войны.
На четвёртый день войны самолёт Рябова был сбит над занятой врагом территорией. Из всего экипажа в живых остался лишь Рябов, которому пришлось пройти лесными тропами около 400 километров до линии фронта.
В 1942 году окончил высшую школу лётчиков и штурманов авиации дальнего действия СССР и вернулся в строй. Бомбил немецкие позиции под Ленинградом и Сталинградом, Данциг, Кёнигсберг и Берлин. 
К октябрю 1942 года капитан Михаил Рябов совершил 60 боевых вылетов в ночное время на бомбардировку объектов военно-промышленного комплекса в глубоком вражеском тылу, и 16 боевых вылетов на бомбардировки скоплений боевой техники и живой силы врага в районе линии фронта.
Указом Президиума Верховного Совета СССР «О присвоении звания Героя Советского Союза начальствующему составу авиации дальнего действия Красной Армии» от 31 декабря 1942 года за «образцовое выполнение боевых заданий командования на фронте борьбы с немецкими захватчиками и проявленными при этом отвагу и геройство» удостоен высокого звания Героя Советского Союза с вручением ордена Ленина и медали «Золотая Звезда» за номером 794.
За время войны он совершил 866 боевых вылетов, пробыв около 2500 часов в воздухе.
После окончания войны продолжил службу в Советской Армии.
В 1963 году в звании полковника Рябов был уволен в запас. Проживал в Смоленске, работал заместителем директора курсов повышения квалификации инженерно-технических работников.
Умер 7 июня 1995 года, похоронен на Братском кладбище Смоленска.
Был награждён орденами Красного Знамени, Александра Невского, двумя орденами Отечественной войны 1-й степени, орденом Красной Звезды, медалями.

## Память
- Портрет М. Т. Рябова, как и всех 28 Героев Советского Союза — сынов и дочерей Карелии, установлен в Галерее Героев Советского Союза, открытой в 1977 году в столице Карелии в районе улиц Антикайнена и Красной.